# Sabaton
Sabaton er et svensk heavy metal-band, power metal-band fra Falun, Dalarna, Dalarnas län, Sverige der blev dannet i 1999. Bandets sange er inspireret af forskellige historiske krigsslag, blandt andet fra første verdenskrig og anden verdenskrig, europæiske krige og Sveriges stormagtstid. Selv bandets navn er militært inspireret, idet sabaton er også navnet på den del af rustningen, der dækker foden. Sabaton har været på turne med blandt andre Iron Maiden, Scorpions og Hammerfall. Sabaton turnerer flittigt men står også for en årlig musikfestival i Falun, Sabaton Open Air, og et årligt træf i december.
I marts 2012 meddelte bandet, at det blev splittet, og at Joakim Brodén og Pär Sundström fortsatte i Sabaton med nye medlemmer. De fire medlemmer der forlod bandet dannede senere Civil War.
Sabaton er blevet omtalt som et af de "fire store" power metal bands, sammen med Helloween, Blind Guardian og DragonForce. De er også et af de mest succesfulde metalbands i Sverige.

## Biografi
Efter at have indspillet nogle demoer i Abyss studio blev Sabaton kontaktet af flere pladeselskaber. Bandet bestemte sig for at takke ja til et italiensk selskab, Underground Symphony, der efterfølgende udgav bandets første album, Fist for Fight, der egentlig var en demo. Bandet havde et uudgivet album med titlen Metalizer, men på grund af konflikter med det italienske selskab om blandt andet rettigheder blev albummet ikke udgivet før end i 2007. Indholdet er dog hovedsageligt det samme som på Fist for Fight med undtagelse af nogle tidligere uudgivne spor.
Efter det første album opsagde bandet kontrakten med det italienske selskab og indspillede det efterfølgende album, Primo Victoria, uden økonomisk støtte i Abyss studio i samarbejde med Tommy Tägtgren, bror til Peter Tägtgren (Pain, Lindemann, Hypocrisy). I 2005 begyndte Sabaton at samarbejde med det svenske pladeselskab Black Lodge, der også udgav albummene Attero Dominatus, Metalizer og The Art of War. I november 2009 skrev Sabaton kontrakt med Nuclear Blast, og de har sammen udgivet albummene Coat of Arms 21. maj 2010, Carolus Rex 23. maj 2012, Heroes og The Last stand.
Ishockeyholdet Färjestads BK havde sangen Ghost Division som sin intro i sæsonerne 2008/2009 og 2010/2011. Ishockeyholdet Leksands IF har et samarbejde med Sabaton, der har skrevet deres officielle intro.
I 2009 fik Sabaton Faluns kulturpris på 20.000 SEK, som de efterfølgende gav til den lokale Seasidefestivalen, der finder sted i Falun hvert år, og hvor lokale bands får chancen for at optræde for et stort publikum.
Under den første del af Sabatons Europaturne i 2011 erstattedes guitaristen Rikard Sundén midlertidigt af Frédéric Leclercq, bassisten i DragonForce, idet Sundén tog fædreorlov for at være sammen med sin familie. 30. marts 2012 bekræftede Sabaton, at de skiltes, så fire medlemmer forlod bandet, og kun Joakim Brodén og Pär Sundström blev tilbage i Sabaton af de oprindelige medlemmer. I interviews blev det givet udtryk for, at det var under indspilningen af albummet Carolus Rex, at nogle medlemmer tog beslutningen om at forlade bandet. Albummet Carolus Rex blev efterfølgende udgivet 23. maj 2012 via Nuclear Blast Records, og nyheden om albummet blev mødt med skepsis mange steder. Albummet blev dog godt modtaget med en vurdering på 83 % på Encyclopaedia Metallum og en høj vurdering af Rocknytt. I et interview i maj 2012 blev Joakim Brodén spurgt, om han ikke var bange for at blive opfattet som nationalist, til hvilket han svarede, at Sabaton aldrig havde eller ville komme til at tage politisk stilling. Efter udgivelsen af albummet tog Sabaton ud på en stor klubturne i Sverige i oktober og december 2012.
I 2013 og 2014 vandt Sabaton en Rockbjörn for årets heavy metal. 16. maj 2014 udgav Sabaton sit syvende studioalbum, Heroes. 19. august 2016 kom det ottende album, The Last Stand, og 19. juli 2019 fulgte The Great War med første verdenskrig som tema.
I februar 2021 udgav Sabaton singlen Livgardet for at gøre opmærksom på det svenske regiments 500 års jubilæum. Sabaton samarbejdede indledningsvis med Livgardet, men det blev stoppet af Arméstaben med henvisning til, at Sabaton havde spillet på det russisk besatte Krim i 2015. Livgardet valgte dog alligevel at gøre opmærksom på singlen på de sociale medier, især instagram.
4. marts 2022 udgav bandet sit tiende studioalbum, The War to End All Wars, der ligesom det foregående album handlede om første verdenskrig. I januar 2023 tildeltes Sabaton udmærkelsen Årets Folkbildare af Föreningen Vetenskap och Folkbildning med begrundelsen, at de "kombinerer deres kunstnergerning med folkelig uddannelse på en helt unik måde."

## Sangtekster
Sabatons tekster har for det meste militært tema. En stor del af deres tekster handler om forskellige krige og slag, lige fra den enkelte soldater til hele hære.
Teksten til sangen Metal Machine er fuld af referencer til ældre hård rock som for eksempel: Fear of the Dark, Afraid to shoot strangers - Iron Maiden, Love Gun - KISS St. Anger - Metallica, Crazy Train, Bark at the Moon - Ozzy Osbourne, Paranoid - Black Sabbath, Breaking the Law, The Sentinel - Judas Priest, Wild Child - W.A.S.P., Rainbow in the dark - Dio, Kings of metal - Manowar, Ride the sky - Helloween/Avantasia og Shout at the devil - Mötley Crüe, Rambo, Masters of the World - Sabaton.
Sangen Metal Crüe fra albummet Attero Dominatus er i samme stil som ovenfor. Men i stedet for sangtitler indeholder teksten direkte navne på flere kendte kunstnere så som Venom, Accept, Nazareth, Rainbow, Warrior, UFO, Gamma Ray, Motörhead, Kiss, Queen, Status Quo, Iron Maiden, In Flames, Mötley Crüe, W.A.S.P., Guns N' Roses, Slayer, Pretty Maids, Judas Priest, Warlock, Rage, Annihilator, Skyride, Destruction, Rockbitch, Vixen, Metal Church, Armored Saint, Crimson Glory, Kansas, Rush og Unleashed.
Sangen Metal Ripper fra albummet Coat of Arms ligner de to ovenfor, i og med at den indeholder dele af andre kunstneres sange.

## Medlemmer
Nuværende medlemmer
- Joakim Brodén – sang (1999–nu), føre vokal, instrument (1999–2005, 2012–nu), guitar yderligere guitarer (1999-nu), (live 2014-nu)
- Pär Sundström – basguitar (1999–nu), lav (1999-nu), backing vocals (2012-nu)
- Chris Rörland – guitar (2012–nu), backing vocals
- Hannes Van Dahl – trommer (2013-2014, 2014–nu), backing vocals (2014-nu)
- Tommy Johansson - guitar, backing vocals (2016—nu)[1] [20][21]

Tidligere medlemmer
- Oskar Montelius — sologuitar, rytmeguitar, guitarer, backing vocals, sang (1999–2012)
- Rikard Sundén — rytmeguitar, sologuitar, guitarer, backing vocals (1999–2012, 2019 – WOA-show), sang (1999–2012)
- Richard Larsson — trommer (1999–2001)
- Daniel Mullback — trommer, percussion, backing vocals (2001–2012, 2019 – WOA-show), sang (2001–2012)
- Daniel Mÿhr — keyboard, tastaturer, backing vocals (2005–2012, 2019 – WOA-show), sang (2005–2012)
- Robban Bäck — trommer (2012)
- Thorbjörn Englund – guitar (2012–2016), guitarer, backing vocals (2012–2016, 2019 – WOA-show)
- Snowy Shaw — trommer (2012-2013)
- Hannes Van Dahl (2013-2014) (2014-nu)

Livemedlemmer
- Alexander Dahlqvist – keyboard (2005)
- Richard Larsson — trommer (2006)
- Christian Eriksson – Baggrundssang (2011)
- Kevin Foley – trommer (2011)
- Robban Bäck – trommer (2011)
- Frédéric Leclercq – guitar (2011)
- Ken Kängström - sang (2012)
- Jonas Kjellgren - sang (2012)
- Tuija Palo - sang, backing vokal (2012)
- Pontus Lekaregârd - sang, backing vokal (2012)
- Pelle Hindén - sang, backing vokal (2012)
- Christian Hedberg - sang, backing vokal (2012)
- Christer Gärds - sang, backing vokal (2012)
- Bosse Gärds - sang, backing vokal (2012)
- Anders Sandström - sang, backing vokal (2012)
- Åsa Österlund - sang, backing vokal (2012)
- Sofia Lundström - sang, backing vokal (2012)
- Marie-Louise Strömqvist - sang, backing vokal (2012)
- Marie Mullback - sang, backing vokal (2012)
- Hannele Junkala - sang, backing vokal (2012)
- Peter Sallai - (2012)
- Jobert Mello - (2012)
- Jaap Waagemaker - (2012)
- Thomas Nyström - sang (2012)
- Udo Dirkschneider – sang (2011)
- Snowy Shaw – trommer (2012–2013)
- Tommy Tägtgren - sang
- Peter Tägtgren – sang (2012) og The Last Stand (2016)
- Rob Halford (2012) og The Last Stand (2016), gæstevokal på "All Guns Blazing"[22]
- Daniel Sjögren – trommer (2017)
- Van Canto — Baggrundssang (2011; Rockstad:Falun 2011)

### Tidslinje
Obs: Carolus Rex (2012) indspilledes med de gamle medlemmer.

## Diskografi

### Studioalbums
- 2000 – Fist for Fight[23][24]
- 2005 - Primo Victoria 4. Marts 2005 og Primo Victoria (Re-Armed)[25]
- 2006 - Attero Dominatus 28. Juli 2006 og Attero Dominatus (Re-Armed)
- 2007 - Metalizer 16. Marts 2007 og (Metalizer Re-Armed)
- 2008 - The Art of War 30. Maj 2008 og The Art of War (Re-Armed)
- 2010 - Coat of Arms  21. Maj 2010
- 2011 - World War Live - Battle of the Baltic Sea 5. August 2011
- 2012 - Carolus Rex 22. Maj 2012, (Svensk Version og Engelsk Version) og Carolus Rex (Engelsk Version) [Bonus Version] og Carolus Rex (Svensk Version) [Bonus Version]
- 2013 - Swedish Empire Live
- 2014 - Heroes og Heroes (Bonus Version)
- 2015 - Live On The Sabaton Cruise 2014, サバトン･クルーズ 2014 (2 CD) [Japan] 2. Oktober 2015
- 2016 - Heroes On Tour 4. Marts 2016
- 2016 - The Last Stand 19. August 2016
- 2019 - The Great War
- 2019 - Metal Galaxy
- 2021 - The Great Show 19. November 2021
- 2021 - 20th Anniversary Show 19. November 2021
- 2021 - The Great Show 1. December 2021
- 2022 - The War To End All Wars 4. Marts 2022
- 2022 - The Symphony To End All Wars 6. Maj 2022
- 2022 - The Symphony To End All Wars (Symphonic Version) 6. Maj 2022
- 2022 - Weapons Of The Modern Age 30. September 2022
- 2023 - The Tour To End All Tours 2023, (Sabaton: The Tour To End All Tours 2023) 2023
- 2023 - Heroes of The Great War 2023
- 2023 - Stories From The Western Front 2023[26][27][28]

### Livealbums
- 2011 - World War Live - Battle of the Baltic Sea 5. August 2011
- 2013 - Swedish Empire live
- 2015 - Live On The Sabaton Cruise 2014, サバトン･クルーズ 2014 (2 CD) [Japan] 2. Oktober 2015
- 2016 - Heroes On Tour 4. Marts 2016
- 2020 - The Attack of the Dead Men (Live in Moscow)
- 2021 - The Great Show 19. November 2021
- 2021 - 20th Anniversary Show 19. November 2021
- 2021 - The Great Show 1. December 2021

### Videoalbums
- 2011 - World War Live - Battle of the Baltic Sea 5. August 2011
- 2013 - Swedish Empire live
- 2015 - Live On The Sabaton Cruise 2014, サバトン･クルーズ 2014 (2 CD) [Japan] 2. Oktober 2015
- 2016 - Heroes On Tour 4. Marts 2016
- 2020 - The Attack of the Dead Men (Live in Moscow)
- 2021 - The Great Show 19. November 2021
- 2021 - 20th Anniversary Show 19. November 2021
- 2021 - The Great Show 1. December 2021

### Singler
- 2008 - Cliffs of Gallipoli
- 2010 - Coat Of Arms
- 2010 - Screaming Eagles
- 2012 - Carolus Rex
- 2012 - A Lifetime Of War
- 2012 - The Lion from the North
- 2014 - To Hell and Back
- 2014 - Resist and Bite
- 2016 - The Lost Battalion
- 2016 - Blood of Bannockburn
- 2016 - Shiroyama
- 2019 - Bismarck
- 2019 - Fields of Verdun
- 2019 - The Red Baron
- 2019 - Great War
- 2020 - Angels Calling
- 2020 - The Attack of the Dead Men (Live in Moscow)
- 2021 - Livgardet
- 2021 - Steel Commanders
- 2021 - Defence of Moscow
- 2021 - Kingdom Come
- 2021 - Steel Commanders
- 2021 - Christmas Truce
- 2022 - Soldier Of Heaven
- 2022 - The Unkillable Soldier

### Opsamlingsalbums
- 2001 – Fist for Fight
- 2012 - Metalus Hammerus Rex 18. April 2012
- 2014 – War & Victory : The Best Of Sabaton 28. Februar 2014
- 2021 - 20th Anniversary Show – Live at Wacken 19. November 2021

### Live-dvd
- 2011 - World War Live - Battle of the Baltic Sea 5. August 2011
- 2013 - Swedish Empire Live
- 2015 - Live On The Sabaton Cruise 2014, サバトン･クルーズ 2014 (2 CD) [Japan] 2. Oktober 2015
- 2016 - Heroes On Tour 4. Marts 2016 - Heroes on tour
- 2020 - The Attack of the Dead Men (Live in Moscow)
- 2021 - The Great Show 19. November 2021 - Sabaton - The Great Show The Great War 2019
- 2021 - 20th Anniversary Show – Live at Wacken 19. November 2021
- 2021 - The Great Show 1. December 2021 - Sabaton - The Great Show The Great War 2019
- 2021 Sabaton's 20th Anniversary Show live from Wacken in 2019
- 2013 Sabaton Cruise[29]

### EP
- 2022 – Weapons Of The Modern Age
- 2023 – Stories From The Western Front

### Videoer
- 2008 - Cliffs of Gallipoli
- 2009 - 40:1
- 2010 - Screaming Eagles
- 2010 - Uprising
- 2012 - Coat of Arms
- 2014 - To Hell And Back
- 2017 - Pirmo Victoria
- 2018 - The Last Stand
- 2019 - Bismarck
- 2019 - Fields of Verdun[30]

### Musikvideoer
- 2006 - Attero Dominatus
- 2006 - Metal Crüe
- 2008 - Cliffs of Gallipoli
- 2009 - 40:1
- 2010 - Uprising
- 2011 - Screaming Eagles
- 2011 - Coat of Arms
- 2014 - To Hell and Back
- 2017 - Primo Victoria
- 2018 - The Last Stand
- 2019 - Bismarck
- 2019 - Fields of Verdun
- 2019 - Great War
- 2919 - Angels Calling
- 2020 - Seven Pillars of Wisdom
- 2020 - Devil Dogs
- 2020 - Attack of the Dead Men
- 2020 - Night Witches
- 2021 - Livgardet
- 2021 - The Royal Guard
- 2021 - Defence Of Moscow
- 2021 - Steel Commanders
- 2021 - Christmas Truce
- 2022 - Soldier of Heaven
- 2022 - The Unkillable Soldier
- 2022 - Race to the Sea
- 2022 - Stormtroopers
- 2022 - Soldier of Heaven
- 2022 - Lady of the Dark

## Sange
- 2001 - Introduction, Fist for Fight
- 2001 - Hellrider, Fist for Fight
- 2001 - Endless Nights, Fist for Fight
- 2001 - Metalizer, Fist for Fight
- 2001 - Burn Your Crosses, Fist for Fight
- 2001 - The Hammer Has Fallen, Fist for Fight
- 2001 - Hail to the King, Fist for Fight
- 2001 - Shadows, Fist for Fight
- 2001 - Thunderstorm, Fist for Fight
- 2001 - Masters of the World, Fist for Fight
- 2001 - Guten Nacht, Fist for Fight
- 2005 - Wolfpack, Primo Victoria
- 2005 - Primo Victoria, Primo Victoria
- 2005 - Purple Heart, Primo Victoria
- 2005 - Into the Fire, Primo Victoria
- 2005 - Counterstrike, Primo Victoria
- 2005 - Panzer Battalion, Primo Victoria
- 2005 - Reign of Terror, Primo Victoria
- 2005 - Stalingrad, Primo Victoria
- 2005 - Metal Machine, Primo Victoria
- 2006 - Attero Dominatus, Attero Dominatus
- 2006 - Rise of Evil, Attero Dominatus
- 2006 - In the Name of God, Attero Dominatus
- 2006 - Back in Control, Attero Dominatus
- 2006 - Nuclear Attack, Attero Dominatus
- 2006 - We Burn, Attero Dominatus
- 2006 - Angels Calling, Attero Dominatus
- 2006 - Back in Control, Attero Dominatus
- 2006 - Light In The Black, Attero Dominatus
- 2006 - Metal Crüe, Attero Dominatus
- 2007 - Masters of the World, Metalizer
- 2007 - Thundergods, Metalizer
- 2007 - Hellrider, Metalizer
- 2007 - Metalizer, Metalizer
- 2007 - Shadows, Metalizer
- 2007 - Burn Your Crosses, Metalizer
- 2007 - 7734, Metalizer
- 2007 - Endless Nights, Metalizer
- 2007 - Hail to the King, Metalizer
- 2007 - Thunderstorm, Metalizer
- 2007 - Speeder, Metalizer
- 2007 - Masters of the World, Metalizer
- 2007 - Introduction, Metalizer
- 2007 - The Hammer Has Fallen, Metalizer
- 2007 - Guten Nacht, Metalizer
- 2007 - Birds of War, Metalizer
- 2008 - Sun Tzu Says, The Art of War
- 2008 - Cliffs of Gallipoli, The Art of War
- 2008 - Ghost Division, The Art of War
- 2008 - 40:1, The Art of War
- 2008 - The Price of a Mile, The Art of War
- 2008 - Swedish Pagans, The Art of War
- 2008 - Panzerkampf, The Art of War
- 2008 - Unbreakable, The Art of War
- 2008 - The Art of War, The Art of War
- 2008 - The Nature of Warfare, The Art of War
- 2008 - Cliffs of Gallipoli, The Art of War
- 2008 - Talvisota, The Art of War
- 2008 - Union (Slopes of St. Benedict), The Art of War
- 2008 - Firestorm, The Art of War
- 2008 - A Secret, The Art of War
- 2010 - Coat Of Arms, Coat of Arms
- 2010 - Screaming Eagles, Coat of Arms
- 2010 - The Final Solution, Coat of Arms
- 2010 - Uprising, Coat of Arms
- 2010 - Wehrmacht, Coat of Arms
- 2010 - White Death, Coat of Arms
- 2010 - Aces in Exile, Coat of Arms
- 2010 - Midway, Coat of Arms
- 2010 - Saboteurs, Coat of Arms
- 2010 - Metal Ripper, Coat of Arms
- 2010 - Metal Ripper (instrumental), Coat of Arms
- 2010 - Coat of Arms (instrumental), Coat of Arms
- 2011 - The March to War (Live at the Sabaton Cruise, Dec. 2010), World War Live - Battle of the Baltic Sea
- 2011 - Ghost Division (Live at the Sabaton Cruise, Dec. 2010), World War Live - Battle of the Baltic Sea
- 2011 - Uprising (Live at the Sabaton Cruise, Dec. 2010), World War Live - Battle of the Baltic Sea
- 2011 - Aces in Exile (Live at the Sabaton Cruise, Dec. 2010), World War Live - Battle of the Baltic Sea
- 2011 - Cliffs of Gallipoli (Live at the Sabaton Cruise, Dec. 2010), World War Live - Battle of the Baltic Sea
- 2011 - White Death (Live at the Sabaton Cruise, Dec. 2010), World War Live - Battle of the Baltic Sea
- 2011 - Swedish Pagans (Live at the Sabaton Cruise, Dec. 2010), World War Live - Battle of the Baltic Sea
- 2011 - Wolfpack (Live at the Sabaton Cruise, Dec. 2010), World War Live - Battle of the Baltic Sea
- 2011 - 40:1 (Live at the Sabaton Cruise, Dec. 2010), World War Live - Battle of the Baltic Sea
- 2011 - The Art of War (Live at the Sabaton Cruise, Dec. 2010), World War Live - Battle of the Baltic Sea
- 2011 - Attero Dominatus (Live at the Sabaton Cruise, Dec. 2010), World War Live - Battle of the Baltic Sea
- 2011 - The Price of a Mile (Live at the Sabaton Cruise, Dec. 2010), World War Live - Battle of the Baltic Sea
- 2011 - Primo Victoria (Live at the Sabaton Cruise, Dec. 2010), World War Live - Battle of the Baltic Sea
- 2011 - Metal Medley (Live at the Sabaton Cruise, Dec. 2010), World War Live - Battle of the Baltic Sea
- 2011 - Dead Soldier’s Waltz (Live at the Sabaton Cruise, Dec. 2010), Dead Soldiers Waltz (Live at the Sabaton Cruise, Dec. 2010), World War Live - Battle of the Baltic Sea
- 2012 - Carolus Rex, Carolus Rex
- 2012 - Carolus Rex (engelsk version), Carolus Rex
- 2012 - A Lifetime Of War, Carolus Rex
- 2012 - A Lifetime Of War (engelsk version), Carolus Rex
- 2012 - The Lion from the North
- 2012 - The Lion from the North (engelsk version), Carolus Rex
- 2012 - Sabaton - Feuer Frei (Rammstein cover), Feuer Frei (Bonus Track), Carolus Rex
- 2012 - En Livstid I Krig, Carolus Rex
- 2012 - Sabaton - In The Army Now (Bolland & Bolland cover), - In The Army Now (Bonus Track), Carolus Rex
- 2012 - 1648, (svensk version), Carolus Rex
- 2012 - 1648 (engelsk version), Carolus Rex
- 2012 - Gott Mit Uns, Carolus Rex
- 2012 - Gott Mit Uns (engelsk version), (svensk version), Carolus Rex
- 2012 - The Carolean’s Prayer, Carolus Rex
- 2012 - The Carolean’s Prayer (engelsk version), Carolus Rex
- 2012 - Poltava, (svensk version), Carolus Rex
- 2012 - Poltava (engelsk version), Carolus Rex
- 2012 - Ruina Imperii, (engelsk version), Carolus Rex
- 2012 - Ruina Imperii, (svensk version), Carolus Rex
- 2012 - Karolinens bon, Carolus Rex
- 2012 - Dominium Maris Baltici (Instrumental) (engelsk version), Carolus Rex
- 2012 - Dominium Maris Baltici (Instrumental), (svensk version), Carolus Rex
- 2012 - Dominium maris Baltici, Carolus Rex
- 2012 - Dominium maris Baltici (engelsk version), Carolus Rex
- 2012 - Long Live the King, Carolus Rex
- 2012 - Long Live the King (engelsk version), Carolus Rex
- 2012 - The Royal Guard, Carolus Rex
- 2012 - Killing Ground, Carolus Rex
- 2012 - Killing Ground (engelsk version), Carolus Rex
- 2012 - Ruina Imperii, Carolus Rex
- 2012 - Twilight Of The Thundergod, Carolus Rex
- 2012 - Harley From Hell, Carolus Rex
- 2012 - Lejonet Från Norden, Carolus Rex
- 2012 - Karolinens Bön, Carolus Rex
- 2012 - Ett Slag Färgat Rött, Carolus Rex
- 2012 - Konungens Likfärd, Carolus Rex
- 2012 - Metalus Hammerus Rex, Metalus Hammerus Rex
- 2013 - Twilight of the Thunder God
- 2013 - The March to War, Swedish Empire Live
- 2013 - Gott mit uns, Swedish Empire Live
- 2013 - Ghost Division, Swedish Empire Live
- 2013 - Uprising, Swedish Empire Live
- 2013 - Cliffs of Gallipoli, Swedish Empire Live
- 2013 - The Lion From the North, Swedish Empire Live
- 2013 - The Price of a Mile, Swedish Empire Live
- 2013 - Into the Fire, Swedish Empire Live
- 2013 - Carolus Rex, Swedish Empire Live
- 2013 - Midway, Swedish Empire Live
- 2013 - White Death, Swedish Empire Live
- 2013 - Attero Dominatus, Swedish Empire Live
- 2013 - The Art of War, Swedish Empire Live
- 2013 - Primo Victoria, Swedish Empire Live
- 2013 - 40:1, Swedish Empire Live
- 2013 - Metal Crüe, Swedish Empire Live
- 2014 - To Hell and Back, Heroes
- 2014 - Resist and Bite, Heroes
- 2014 - Night Witches, Heroes
- 2014 - Soldier of 3 Armies, Heroes
- 2014 - Smoking Snakes, Heroes
- 2014 - Inmate 4859, Heroes
- 2014 - Far From the Fame, Heroes
- 2014 - The Ballad of Bull, Heroes
- 2014 - No Bullets Fly, Heroes
- 2014 - Far From the Fame, Heroes
- 2014 - Hearts of Iron, Heroes
- 2014 - 7734, Heroes
- 2014 - Man of War, Heroes
- 2014 - Out Of Control, Heroes
- 2014 - To Hell and Back Heroes (Bonus Version), Heroes
- 2014 - Resist and Bite Heroes (Bonus Version), Heroes
- 2014 - Night Witches Heroes (Bonus Version), Heroes
- 2014 - Soldier of 3 Armies Heroes (Bonus Version), Heroes
- 2014 - Smoking Snakes Heroes (Bonus Version), Heroes
- 2014 - Inmate 4859 Heroes (Bonus Version), Heroes
- 2014 - Far From the Fame Heroes (Bonus Version), Heroes
- 2014 - The Ballad of Bull Heroes (Bonus Version), Heroes
- 2014 - No Bullets Fly Heroes (Bonus Version), Heroes
- 2014 - Far From the Fame Heroes (Bonus Version), Heroes
- 2014 - Hearts of Iron Heroes (Bonus Version), Heroes
- 2014 - 7734 Heroes (Bonus Version), Heroes
- 2014 - Man of War Heroes (Bonus Version), Heroes
- 2014 - Out Of Control Heroes (Bonus Version), Heroes
- 2014 For Whom The Bell Tolls - Metallica Cover (Bonus Track), Heroes (Bonus Version), Heroes
- 2014 - Out Of Control
- 2014 - Primo Victoria, War and Victory: The Best of Sabaton
- 2014 - Ghost Division, War and Victory: The Best of Sabaton
- 2014 - 40:1, War and Victory: The Best of Sabaton
- 2014 - The Price of a Mile, War and Victory: The Best of Sabaton
- 2014 - Attero Dominatus, War and Victory: The Best of Sabaton
- 2014 - Panzerkampf, War and Victory: The Best of Sabaton
- 2014 - The Lion from the North, War and Victory: The Best of Sabaton
- 2014 - Swedish Pagans, War and Victory: The Best of Sabaton
- 2014 - Metal Machine, War and Victory: The Best of Sabaton
- 2014 - The Art of War, War and Victory: The Best of Sabaton
- 2014 - Uprising (Live at the Sabaton Cruise, Dec. 2010), War and Victory: The Best of Sabaton
- 2014 - Into the Fire, War and Victory: The Best of Sabaton
- 2014 - Wolfpack, War and Victory: The Best of Sabaton
- 2014 - Panzer Battalion, War and Victory: The Best of Sabaton
- 2014 - Unbreakable, War and Victory: The Best of Sabaton
- 2014 - Carolus Rex, War and Victory: The Best of Sabaton
- 2014 - Purple Heart, War and Victory: The Best of Sabaton
- 2014 - White Death (Live at the Sabaton Cruise, Dec. 2010), War and Victory: The Best of Sabaton
- 2014 - Back in Control, War and Victory: The Best of Sabaton
- 2014 - Metalizer, War and Victory: The Best of Sabaton
- 2015 - サバトン･クルーズ 2014 Sabaton Cruise 2014, サバトン･クルーズ 2014 Sabaton Cruise 2014
- 2016 - The March to War (Live @ Wacken 2015), (Live, at Wacken, 2015) Live at @ Wacken Open Air 2015, Heroes on Tour
- 2016 - Ghost Division (Live @ Wacken 2015), (Live, at Wacken, 2015) Live at @ Wacken Open Air 2015, Heroes on Tour
- 2016 - To Hell and Back (Live @ Wacken 2015), (Live, at Wacken, 2015) Live at @ Wacken Open Air 2015, Heroes on Tour
- 2016 - Carolus Rex (Live @ Wacken 2015), (Live, at Wacken, 2015) Live at @ Wacken Open Air 2015, Heroes on Tour
- 2016 - No Bullets Fly (Live @ Wacken 2015), (Live, at Wacken, 2015) Live at @ Wacken Open Air 2015, Heroes on Tour
- 2016 - Resist and Bite (Live @ Wacken 2015), (Live, at Wacken, 2015) Live at @ Wacken Open Air 2015, Heroes on Tour
- 2016 - Far from the Fame (Live @ Wacken 2015), (Live, at Wacken, 2015) Live at @ Wacken Open Air 2015, Heroes on Tour
- 2016 - Panzerkampf (Live @ Wacken 2015), (Live, at Wacken, 2015) Live at @ Wacken Open Air 2015, Heroes on Tour
- 2016 - Gott mit uns (Live @ Wacken 2015), (Live, at Wacken, 2015) Live at @ Wacken Open Air 2015, Heroes on Tour
- 2016 - The Art of War (Live @ Wacken 2015), (Live, at Wacken, 2015) Live at @ Wacken Open Air 2015, Heroes on Tour
- 2016 - Soldier of 3 Armies (Live @ Wacken 2015), (Live, at Wacken, 2015) Live at @ Wacken Open Air 2015, Heroes on Tour
- 2016 - Swedish Pagans (Live @ Wacken 2015), (Live, at Wacken, 2015) Live at @ Wacken Open Air 2015, Heroes on Tour
- 2016 - Screaming Eagles (Live @ Wacken 2015), (Live, at Wacken, 2015) Live at @ Wacken Open Air 2015, Heroes on Tour
- 2016 - Night Witches (Live @ Wacken 2015), (Live, at Wacken, 2015) Live at @ Wacken Open Air 2015, Heroes on Tour
- 2016 - Primo Victoria (Live @ Wacken 2015), (Live, at Wacken, 2015) Live at @ Wacken Open Air 2015, Heroes on Tour
- 2016 - Metal Crüe (Live @ Wacken 2015), (Live, at Wacken, 2015) Live at @ Wacken Open Air 2015, Heroes on Tour
- 2016 - The Lost Battalion, The Last Stand
- 2016 - Blood of Bannockburn, The Last Stand
- 2016 - The Last Stand, The Last Stand
- 2016 - Shiroyama, The Last Stand
- 2016 - Shiroyama (track commentary), The Last Stand
- 2016 - Winged Hussars, The Last Stand
- 2016 - Rorke's Drift, The Last Stand
- 2016 - The Last Battle, The Last Stand
- 2016 - Sparta, The Last Stand
- 2016 - Sparta (Track Commentary), The Last Stand
- 2016 - Last Dying Breath, The Last Stand
- 2016 - Diary of an Unknown Soldier, The Last Stand
- 2016 - Hill 3234, The Last Stand
- 2016 - Shiroyama, The Last Stand
- 2016 - Camouflage, The Last Stand
- 2016 - Camouflage (Bonus) The Last Stand
- 2016 - All Guns Blazing, The Last Stand
- 2016 - All Guns Blazing (Bonus), The Last Stand
- 2016 - Last Dying Breath (Track Commentary), The Last Stand
- 2019 - Bismarck
- 2019 - Fields of Verdun, The Great War
- 2019 - The Red Baron, The Great War
- 2019 - The Attack of the Dead Men, The Great War
- 2019 - Devil Dogs, The Great War
- 2019 - 82nd All the Way, The Great War
- 2019 - Great War, The Great War
- 2019 - A Ghost In The Trenches, The Great War
- 2019 - The Future of Warfare, The Great War
- 2019 - Blood of Bannockburn (Track Commentary), The Great War
- 2019 - In Flanders Fields, The Great War
- 2019 - The End Of The War To End All Wars, The Great War
- 2019 - Seven Pillars of Wisdom, The Great War
- 2019 - Oh! MAJINAI
- 2019 - The End of the War to End All Wars
- 2020 - Angels Calling
- 2020 - The Attack Of The Dead Men ft. Radio Tapok
- 2020 - The Attack Of The Dead Men, The Attack Of The Dead Men ft. Radio Tapok
- 2020 - Angels Calling ft. Apocalyptica
- 2020 - The Attack of the Dead Men (Live in Moscow)
- 2020 - Ghost Division, 20th Anniversary Show: Live at Wacken
- 2020 - Winged Hussars, 20th Anniversary Show: Live at Wacken
- 2020 - Resist and Bite, 20th Anniversary Show: Live at Wacken
- 2020 - Fields of Verdun, 20th Anniversary Show: Live at Wacken
- 2020 - Shiroyama, 20th Anniversary Show: Live at Wacken
- 2020 - The Red Baron, 20th Anniversary Show: Live at Wacken
- 2020 - The Price of a Mile, 20th Anniversary Show: Live at Wacken
- 2020 - Bismarck, 20th Anniversary Show: Live at Wacken
- 2020 - The Lion from the North, 20th Anniversary Show: Live at Wacken
- 2020 - Carolus Rex, 20th Anniversary Show: Live at Wacken
- 2020 - 40:1, 20th Anniversary Show: Live at Wacken
- 2020 - The Last Stand, 20th Anniversary Show: Live at Wacken
- 2020 - The Lost Battalion, 20th Anniversary Show: Live at Wacken
- 2020 - Drum Battle, 20th Anniversary Show: Live at Wacken
- 2020 - Far From the Fame, 20th Anniversary Show: Live at Wacken
- 2020 - Panzerkampf, 20th Anniversary Show: Live at Wacken
- 2020 - Night Witches, 20th Anniversary Show: Live at Wacken
- 2020 - The Art of War, 20th Anniversary Show: Live at Wacken
- 2020 - 82nd All the Way, 20th Anniversary Show: Live at Wacken
- 2020 - Great War, 20th Anniversary Show: Live at Wacken
- 2020 - Attero Dominatus, 20th Anniversary Show: Live at Wacken
- 2020 - Primo Victoria, 20th Anniversary Show: Live at Wacken
- 2020 - Swedish Pagans, 20th Anniversary Show: Live at Wacken
- 2020 - To Hell and Back, 20th Anniversary Show: Live at Wacken
- 2021 - Ghost Division, The Great Show
- 2021 - Great War, The Great Show
- 2021 - The Attack of the Dead Men, The Great Show
- 2021 - Seven Pillars of Wisdom, The Great Show
- 2021 - The Lost Battalion, The Great Show
- 2021 - The Red Baron, The Great Show
- 2021 - The Last Stand, The Great Show
- 2021 - Far From the Fame, The Great Show
- 2021 - Night Witches, The Great Show
- 2021 - Angels Calling, The Great Show
- 2021 - Fields of Verdun, The Great Show
- 2021 - The Price of a Mile, The Great Show
- 2021 - The Lion from the North, The Great Show
- 2021 - Carolus Rex, The Great Show
- 2021 - Primo Victoria, The Great Show
- 2021 - Bismarck, The Great Show
- 2021 - Swedish Pagans, The Great Show
- 2021 - To Hell and Back, The Great Show
- 2021 - Livgardet
- 2021 - Steel Commanders - Steel Commanders ft. Tina Guo
- 2021 - Defence of Moscow
- 2021 - Kingdom Come, Kingdom Come
- 2021 - Metal Trilogy, Kingdom Come
- 2021 - The Royal Guard
- 2021 - Christmas Truce
- 2022 - The Unkillable Soldier
- 2022 - Soldier of Heaven
- 2022 - Race to the Sea
- 2022 - Lady of the Dark
- 2022 - Stormtroopers
- 2022 - Dreadnought
- 2022 - The Valley of Death
- 2022 - Versailles
- 2022 - Hellfighters
- 2022 - Sarajevo
- 2022 - Prophet of Doom, The War to End All Wars
- 2022 - Crucify, The War to End All Wars
- 2022 - Bad Reputation, The War to End All Wars
- 2022 - Catch 22, The War to End All Wars
- 2022 - Masquerade, The War to End All Wars
- 2022 - Molto Arpeggiosa (Instrumental), The War to End All Wars
- 2022 - Miracle Of Life, The War to End All Wars
- 2022 - The Wizard, The War to End All Wars
- 2022 - Preludium (Instrumental), The War to End All Wars
- 2022 - Wild One, The War to End All Wars
- 2022 - Tarot, The War to End All Wars
- 2022 - Instrumental Institution (Instrumental) InstruMENTAL Institution, The War to End All Wars
- 2022 - War To End All Wars, The War to End All Wars
- 2022 - Black Sheep Of The Family (Bonus Track), The War to End All Wars
- 2022 - Sarajevo, The War to End All Wars
- 2022 - Stormtroopers, The War to End All Wars
- 2022 - Dreadnought, The War to End All Wars
- 2022 - The Unkillable Soldier , The War to End All Wars
- 2022 - Soldier Of Heaven, The War to End All Wars
- 2022 - Hellfighters, The War to End All Wars
- 2022 - Race To The Sea, The War to End All Wars
- 2022 - Lady Of The Dark, The War to End All Wars
- 2022 - The Valley Of Death, The War to End All Wars
- 2022 - Christmas Truce, The War to End All Wars
- 2022 - Versailles, The War to End All Wars
- 2022 - Father, Weapons Of The Modern Age[31]
- 2022 - The Red Baron, Weapons Of The Modern Age
- 2022 - Dreadnought, Weapons Of The Modern Age
- 2022 - The Attack Of The Dead Men, Weapons Of The Modern Age
- 2022 - The Future Of Warfare, Weapons Of The Modern Age
- 2022 - Stormtroopers, Weapons Of The Modern Age
- 2023 - The First Soldier, Heroes of The Great War
- 2023 - A Ghost In The Trenches, Heroes of The Great War
- 2023 - Lady Of The Dark, Heroes of The Great War
- 2023 - Last Dying Breath, Heroes of The Great War
- 2023 - The Unkillable Soldier, Heroes of The Great War
- 2023 - Seven Pillars Of Wisdom, Heroes of The Great War
- 2023 - 82nd All The Way, Heroes of The Great War
- 2023 - 1916, Stories From The Western Front
- 2023 - Great War, Stories From The Western Front
- 2023 - Hellfighters, Stories From The Western Front
- 2023 - The Price Of a Mile, Stories From The Western Front
- 2023 - Fields Of Verdun, Stories From The Western Front
- 2023 - Race To The Sea, Stories From The Western Front
- 2023 - Devil Dogs, Stories From The Western Front